# Can Llaurador
|  | No s'ha de confondre amb Can Llaurador de Dalt o Casa Llaurador. |

Can Llaurador és una masia de Teià (Maresme) inclosa a l'Inventari del Patrimoni Arquitectònic de Catalunya.

## Descripció
Mas aïllat situat dins el nucli urbà de Teià. Consta de planta baixa i un pis i té una coberta de teula àrab a dos vessants amb el carener perpendicular a la façana. A la planta baixa s'hi troba un portal central d'arc de mig punt adovellat i una finestra amb reixa a cada costat. Al pis superior hi ha tres finestres emmarcades amb grans blocs de pedra, la central de dimensions més grans que les laterals. Sobre la finestra central apareix un petit esgrafiat circular amb una flor, a la dreta de la finestra central hi ha un rellotge de sol. El parament és d'arrebossat.
A causa del desnivell del terreny, a partir de la façana lateral es pot accedir directament al pis superior.

## Història
El fogatge de 1515 assenyala que hi vivia Joan Llauradó, i en el següent, de 1533, Francesc Llauradó (batlle de Teià).
A principis del segle XIX apareix Josep Botey, alies Llauradó, que pertanyia a la família propietària de la casa Can Barrera entre 1333 i 1700.
Just darrere la casa s'hi troba una creu de terme que, segons s'explica en un goig de Mn. Santiago Casanova, la seva construcció podria estar relacionada amb l'epidèmia de pesta de 1589, que hauria pogut començar en aquesta mateixa casa.